# Каменка (Богородицкий район)
Каменка — деревня в Богородицком районе Тульской области России.
В рамках административно-территориального устройства входит в Корсаковский сельский округ Богородицкого района, в рамках организации местного самоуправления включается в Бегичевское сельское поселение.

## География
Расположена в 14 км к юго-востоку от центра города Богородицка.

## Население
| 2002 | 2010 |
| ---- | ---- |
| 189  | ↘139 |